# Faouzi El Brazi
Faouzi El Brazi (Berkane, 22 mei 1977) is een Marokkaans voormalig voetballer.

## Carrière
El Brazi speelde in Marokko voor FUS de Rabat. In juli 1999 tekende hij een contract voor Servette FC in Zwitserland, waarvoor hij veertien keer uitkwam. In oktober 2000 werd hij ingelijfd door FC Twente uit Nederland.
De verdediger speelde tweeënhalf seizoen voor Twente. Hij debuteerde op 14 oktober 2000 in een wedstrijd tegen Fortuna Sittard. In seizoen 2001/02 kwam hij met Twente uit in de UEFA Cup. Hij maakte een doelpunt in de thuiswedstrijd tegen het Zwitserse Grasshoppers.
In 2003 keerde El Brazi terug naar zijn geboorteland waar hij zich aansloot bij FAR Rabat. In 2005 verruilde hij deze ploeg voor Wydad Casablanca. Vanaf 2006 speelde hij voor FC Istres in Frankrijk en vervolgens opnieuw voor Wydad Casablanca. In 2009 keerde hij terug bij FC Istres, dat inmiddels was gepromoveerd van de Championnat National naar de Ligue 2.

## Interland carrière
El Brazi kwam veertien keer uit voor het Marokkaans voetbalelftal. Hij maakte deel uit van de selectie op het Afrikaans kampioenschap voetbal 2002. Ook nam hij deel aan de Olympische Zomerspelen in 2000